# Aki Schmidt
Alfred «Aki» Schmidt (Dortmund, 5 de septiembre de 1935-11 de noviembre de 2016) fue un jugador y entrenador de fútbol alemán. En su etapa como jugador profesional se desempeñaba como centrocampista ofensivo.
También fue corresponsal del Borussia Dortmund hasta su fallecimiento.

## Selección nacional
Fue internacional con la selección de Alemania Federal en 25 ocasiones y convirtió 8 goles. Formó parte de la selección que obtuvo el cuarto lugar en la Copa del Mundo de 1958.

### Participaciones en Copas del Mundo
| Mundial                        | Sede   | Resultado    | Partidos | Goles |
| ------------------------------ | ------ | ------------ | -------- | ----- |
| Copa Mundial de Fútbol de 1958 | Suecia | Cuarto lugar | 2        | 0     |

## Clubes

### Como jugador
| Club              | País             | Año       |
| ----------------- | ---------------- | --------- |
| SpVg Berghofen    | Alemania Federal | ¿-1956    |
| Borussia Dortmund | Alemania Federal | 1956-1968 |

### Como entrenador
| Club               | País             | Año       |
| ------------------ | ---------------- | --------- |
| SSV Jahn Ratisbona | Alemania Federal | 1968-1970 |
| Kickers Offenbach  | Alemania Federal | 1970-1971 |
| SC Preußen Münster | Alemania Federal | 1971-1972 |
| FK Pirmasens       | Alemania Federal | 1972-1973 |
| SSV Jahn Ratisbona | Alemania Federal | 1973-1975 |
| SSV Jahn Ratisbona | Alemania         | 1990-1992 |
| SSV Jahn Ratisbona | Alemania         | 1993-1994 |

## Palmarés

### Como jugador

#### Campeonatos regionales
| Título        | Club              | País             | Año  |
| ------------- | ----------------- | ---------------- | ---- |
| Oberliga West | Borussia Dortmund | Alemania Federal | 1957 |

#### Campeonatos nacionales
| Título            | Club              | País             | Año  |
| ----------------- | ----------------- | ---------------- | ---- |
| Campeonato alemán | Borussia Dortmund | Alemania Federal | 1957 |
| Campeonato alemán | Borussia Dortmund | Alemania Federal | 1963 |
| Copa de Alemania  | Borussia Dortmund | Alemania Federal | 1965 |

#### Copas internacionales
| Título           | Club              | Sede              | Año  |
| ---------------- | ----------------- | ----------------- | ---- |
| Recopa de Europa | Borussia Dortmund | Glasgow (Escocia) | 1966 |

### Como entrenador

#### Campeonatos nacionales
| Título           | Club              | País             | Año  |
| ---------------- | ----------------- | ---------------- | ---- |
| Copa de Alemania | Kickers Offenbach | Alemania Federal | 1970 |

#### Distinciones individuales
| Distinción                                                   |
| ------------------------------------------------------------ |
| Elegido mejor entrenador del SSV Jahn Ratisbona del siglo XX |

## Filmografía

### Apariciones en películas
| Año  | Título                                               | Notas                                     |
| ---- | ---------------------------------------------------- | ----------------------------------------- |
| 2004 | Gib mich die Kirsche! - Die 1. deutsche Fußballrolle | Entrevistas de las décadas de 1960 y 1970 |